# Campeonato Europeu de Patinação Artística no Gelo de 1991
O Campeonato Europeu de Patinação Artística no Gelo de 1991 foi a octogésima terceira edição do Campeonato Europeu de Patinação Artística no Gelo, um evento anual de patinação artística no gelo organizado pela União Internacional de Patinação (em inglês:  International Skating Union) onde os patinadores artísticos competem pelo título de campeão europeu. A competição foi disputada entre os dias 22 de janeiro e 27 de janeiro, na cidade de Sófia, Bulgária.

## Eventos
- Individual masculino
- Individual feminino
- Duplas
- Dança no gelo

## Medalhistas
| Evento                        | Ouro                                                   | Prata                                         | Bronze                                             |
| Individual masculino detalhes | Viktor Petrenko · União Soviética                      | Petr Barna · Tchecoslováquia                  | Viacheslav Zagorodniuk · União Soviética           |
| Individual feminino detalhes  | Surya Bonaly · França                                  | Evelyn Großmann · Alemanha                    | Marina Kielmann · Alemanha                         |
| Duplas detalhes               | Natalia Mishkutenok · Artur Dmitriev · União Soviética | Elena Bechke · Denis Petrov · União Soviética | Evgenia Shishkova · Vadim Naumov · União Soviética |
| Dança no gelo detalhes        | Marina Klimova · Sergei Ponomarenko · União Soviética  | Isabelle Duchesnay · Paul Duchesnay · França  | Maya Usova · Alexander Zhulin · União Soviética    |

## Resultados

### Individual masculino
| Pos.                                                  | Nome                   | Nacionalidade   |
| ----------------------------------------------------- | ---------------------- | --------------- |
| Medalha de ouro                                       | Viktor Petrenko        | União Soviética |
| Medalha de prata                                      | Petr Barna             | Tchecoslováquia |
| Medalha de bronze                                     | Viacheslav Zagorodniuk | União Soviética |
| 4                                                     | Éric Millot            | França          |
| 5                                                     | Philippe Candeloro     | França          |
| 6                                                     | Alexei Urmanov         | União Soviética |
| 7                                                     | Mirko Eichorn          | Alemanha        |
| 8                                                     | Steven Cousins         | Reino Unido     |
| 9                                                     | Oliver Höner           | Suíça           |
| 10                                                    | Daniel Weiss           | Alemanha        |
| 11                                                    | Ronny Winkler          | Alemanha        |
| 12                                                    | Oula Jääskeläinen      | Finlândia       |
| 13                                                    | Alessandro Riccitelli  | Itália          |
| 14                                                    | Cornel Gheorghe        | Romênia         |
| 15                                                    | Henrik Walentin        | Dinamarca       |
| 16                                                    | Jan Erik Digernes      | Noruega         |
| 17                                                    | Tomislav Cizmesija     | Iugoslávia      |
| 18                                                    | Niclas Karlsson        | Suécia          |
| 19                                                    | Nikolai Tonev          | Bulgária        |
| 20                                                    | Maarten van Mechelen   | Luxemburgo      |
| Não avançaram para a patinação livre / programa longo |                        |                 |
| 21                                                    | Emanuele Ancorini      | Suécia          |
| 22                                                    | Alexandre Geers        | Bélgica         |
| WD                                                    | Ralph Burghart         | Áustria         |

### Individual feminino
| Pos.                                                  | Nome               | Nacionalidade   |
| ----------------------------------------------------- | ------------------ | --------------- |
| Medalha de ouro                                       | Surya Bonaly       | França          |
| Medalha de prata                                      | Evelyn Großmann    | Alemanha        |
| Medalha de bronze                                     | Marina Kielmann    | Alemanha        |
| 4                                                     | Joanne Conway      | Reino Unido     |
| 5                                                     | Patricia Neske     | Alemanha        |
| 6                                                     | Lenka Kulovaná     | Tchecoslováquia |
| 7                                                     | Yulia Vorobieva    | União Soviética |
| 8                                                     | Natalia Gorbenko   | União Soviética |
| 9                                                     | Simone Lang        | Alemanha        |
| 10                                                    | Laetitia Hubert    | França          |
| 11                                                    | Larisa Zamotina    | União Soviética |
| 12                                                    | Sabine Contini     | Itália          |
| 13                                                    | Anisette Torp-Lind | Dinamarca       |
| 14                                                    | Helen Persson      | Suécia          |
| 15                                                    | Nathalie Krieg     | Suíça           |
| 16                                                    | Zuzanna Szwed      | Polônia         |
| 17                                                    | Marion Krijgsman   | Países Baixos   |
| 18                                                    | Željka Čižmešija   | Iugoslávia      |
| 19                                                    | Anita Markoczy     | Hungria         |
| Não avançaram para a patinação livre / programa longo |                    |                 |
| 20                                                    | Codruta Moiseanu   | Romênia         |
| 21                                                    | Milena Marinovish  | Bulgária        |
| 22                                                    | Kaisa Kella        | Finlândia       |
| 23                                                    | Anita Thorenfeldt  | Noruega         |
| 24                                                    | Marta Andrade      | Espanha         |
| 25                                                    | Sandrine Goes      | Bélgica         |
| WD                                                    | Tamara Téglássy    | Hungria         |

### Duplas
| Pos.              | Nome                                   | Nacionalidade   |
| ----------------- | -------------------------------------- | --------------- |
| Medalha de ouro   | Natalia Mishkutenok / Artur Dmitriev   | União Soviética |
| Medalha de prata  | Elena Bechke / Denis Petrov            | União Soviética |
| Medalha de bronze | Evgenia Shishkova / Vadim Naumov       | União Soviética |
| 4                 | Radka Kovaříková / René Novotný        | Tchecoslováquia |
| 5                 | Mandy Wötzel / Axel Rauschenbach       | Alemanha        |
| 6                 | Anuschka Gläser / Stefan Pfengle       | Alemanha        |
| 7                 | Ines Müller / Ingo Steuer              | Alemanha        |
| 8                 | Cheryl Peake / Andrew Naylor           | Reino Unido     |
| 9                 | Katarzyna Głowacka / Krzysztof Korcarz | Polônia         |
| 10                | Saskia Bourgeois / Guy Bourgeois       | Suíça           |
| 11                | Catherine Barker / Michael Aldred      | Reino Unido     |
| 12                | Anna Tabacchi / Massimino Salvade      | Itália          |

### Dança no gelo
| Pos.              | Nome                                    | Nacionalidade   |
| ----------------- | --------------------------------------- | --------------- |
| Medalha de ouro   | Marina Klimova / Sergei Ponomarenko     | União Soviética |
| Medalha de prata  | Isabelle Duchesnay / Paul Duchesnay     | França          |
| Medalha de bronze | Maya Usova / Alexander Zhulin           | União Soviética |
| 4                 | Klára Engi / Attila Tóth                | Hungria         |
| 5                 | Oksana Grishuk / Evgeni Platov          | União Soviética |
| 6                 | Stefania Calegari / Pasquale Camerlengo | Itália          |
| 7                 | Dominque Yvon / Frédéric Palluel        | França          |
| 8                 | Susanna Rahkamo / Petri Kokko           | Finlândia       |
| 9                 | Sophie Moniotte / Pascal Lavanchy       | França          |
| 10                | Kateřina Mrázová / Martin Šimeček       | Tchecoslováquia |
| 11                | Jennifer Goolsbee / Hendryk Schamberger | Alemanha        |
| 12                | Monika Mandikova / Oliver Pekar         | Tchecoslováquia |
| 13                | Saskia Stahler / Sven Authorsen         | Alemanha        |
| 14                | Regina Woodward / Csaba Szentpéteri     | Hungria         |
| 15                | Diane Gerencser / Bernard Columberg     | Suíça           |
| 16                | Ann Hall / Jason Blomfield              | Reino Unido     |
| 17                | Kati Uski / Juha Sasi                   | Finlândia       |
| 18                | Joanne van Leeuwen / Eerde vab Luuewen  | Países Baixos   |
| WD                | Maria Hadjiiska / Hristo Nikolov        | Bulgária        |

## Quadro de medalhas
| Ordem | País            | Medalha de ouro | Medalha de prata | Medalha de bronze |    | Ordem por total |
| ----- | --------------- | --------------- | ---------------- | ----------------- | -- | --------------- |
| 1     | União Soviética | 3               | 1                | 3                 | 7  | 1               |
| 2     | França          | 1               | 1                |                   | 2  | 2               |
| 3     | Alemanha        |                 | 1                | 1                 | 2  | 2               |
| 4     | Tchecoslováquia |                 | 1                |                   | 1  | 4               |
| TOTAL | TOTAL           | 4               | 4                | 4                 | 12 | —               |